# 医学概述
医学 — 科学的治疗。它涵盖了各种医疗保健实践，旨在通过预防和治疗疾病来维持健康。

## 一般健康科学概念与背景

### 健康科学概念
- 疾病——影響生物的異常狀況
- 治愈
- 健康——评定生物代谢水平和功能的一种级别
- 医疗保健——健康护理产业
- 医生——替人在診所、醫院看病的職業
  - 牙医
  - 外科医生——从事外科的医务工作者
  - 兽医——给动物治疗疾病的医生
- 医院——提供醫療服務的機構
- 护士——提供醫療專業的人
- 药物——物质
- 手术——醫學專科

### 医学目标
- 治愈
- 健康——评定生物代谢水平和功能的一种级别
- 稳态
- 医学伦理——医学分支
- 疾病预防——为防止疾病而采取的措施，可分为初级、一级、二级、三级和四级预防行动
- 姑息治疗——医疗研究领域

### 医学史
医学史
- 史前醫學
- 顺势疗法
- 草药学
- 悉达医学
  - 阿育吠陀
- 古埃及医学
- 巴比伦医学
- 古伊朗医学
- 传统中医
- 犹太医学
- 中世纪伊斯兰世界医学
- 中世纪西欧医学

## 医学分支与生物学

### 医学分支
1. 麻醉学——专注于缓解疼痛并为手术患者提供术前、术中及术后全面护理的医学实践。
2. 替代医学——指任何不属于传统医学范畴的治疗实践。
3. 心脏病学 — 医学分支，专门研究心脏和血管的疾病。
4. 重症医学 — 专注于生命支持和对重症患者的重症监护。
5. 牙科 — 医学分支，专门治疗口腔疾病。
6. 皮肤科 — 医学分支，专门研究皮肤、毛发和指甲的疾病。
7. 急诊医学 — 专注于急诊科提供的医疗护理。
8. 内分泌学 — 医学分支，专门研究内分泌系统的疾病。
9. 流行病学 — 研究疾病的成因、流行情况及控制措施的学科。
10. 急救 — 针对突发疾病或受伤者提供的援助，旨在维持生命、防止病情恶化及促进康复。包括在专业医疗救助到达前对严重状况的初步干预（如等待救护车时实施心肺复苏术），以及对轻微状况的完整治疗（如为割伤贴敷创可贴）。
11. 胃肠病学 – 医学分支，专门研究和护理消化系统。
12. 全科医学（常称为家庭医学）是医学分支，专门从事初级照护。
13. 老年医学 — 医学分支，专注于老年人整体健康与福祉。
14. 妇科 — 诊断与治疗女性生殖系统疾病。
15. 血液学 — 医学分支，研究血液和循环系统。
16. 肝病学 — 医学分支，研究肝脏、胆囊和胆道系统。
17. 传染病——医学分支，专注于传染病的诊断与管理，尤其针对复杂病例及免疫功能低下患者。
18. 内科 — 涉及成人疾病
19. 神经病学 — 医学分支，研究大脑和神经系统。
20. 肾脏病学 — 医学分支，研究肾脏。
21. 产科 – 负责孕妇在怀孕期间及产后的护理
22. 职业医学 – 医学分支，关注工作场所的健康维护
23. 肿瘤学 – 医学分支，研究各种癌症。
24. 眼科 – 医学分支，研究人类眼睛。
25. 视光学 – 医学分支，涉及检查人类眼睛及相关视觉系统是否存在缺陷或异常，以及眼部疾病的医学诊断与管理。
26. 骨科 — 医学分支，研究涉及肌肉骨骼系统的疾病。
27. 耳鼻喉科 — 医学分支，研究耳朵、鼻子和喉咙。
28. 病理学 — 研究疾病原因及病理发生的学科。
29. 儿科 — 医学分支，专注于儿童的整体健康与福祉，部分国家（如美国）亦涵盖年轻成人。
30. 预防医学 — 针对疾病预防采取的措施，与疾病治疗相对。
31. 精神病学 — 医学分支，研究、诊断、治疗和预防精神障碍。
32. 呼吸医学 — 医学分支，研究呼吸系统。
33. 影像诊断学 — 医学分支，利用医学影像诊断和治疗疾病。
34. 运动医学 – 医学分支，专注于身体素质以及与体育运动和锻炼相关的损伤的治疗与预防。
35. 风湿病学 — 医学分支，专门研究风湿性疾病的诊断与治疗。
36. 外科 — 医学分支，通过手术技术对疾病和损伤进行诊断或治疗，或改善身体功能或外观。
37. 泌尿科 — 医学分支，研究男女两性的泌尿系统及男性生殖系统

### 医学生物学
医学生物学

#### 医学生物学领域
- 解剖学 — 研究生物体的物理结构。与“宏观解剖学”或“大体解剖学”不同，“细胞学”和“组织学”关注微观结构。
  - 解剖学主题列表
    - 人类骨骼的骨骼列表
    - 人类生殖系统同源结构列表
    - 人体解剖特征列表
    - 以人名命名的解剖结构列表
    - 人体血液成分列表
    - 人体激素列表
    - 人体神经列表
    - 人体肌肉列表
    - 人类大脑区域列表
- 生物化学 — 研究生物体内的化学过程，特别是其化学成分的结构与功能。
- 生物信息学
- 生物工程学
- 生物物理学
- 生物统计学 — 将统计学应用于生物学领域的广义研究。生物统计学知识在医学研究的规划、评估和解释中至关重要，也是流行病学和循证医学的基础。
- 生物技术
  - 纳米生物技术
- 细胞生物学 — 对单个细胞的显微镜研究。
- 胚胎学 — 研究生物体早期发育。
- 基因治疗
- 遗传学 — 研究基因及其在生物遗传中的作用。
  - 细胞遗传学
- 组织学 — 通过光显微镜、电子显微镜和免疫组织化学研究生物组织结构。
- 免疫学 — 研究免疫系统，包括人类的先天性和适应性免疫系统等。
- 实验室医学生物学
- 微生物学 — 研究微生物，包括原生动物、细菌、真菌和病毒。
- 分子生物学
- 神经科学 – 包括与研究神经系统相关的科学学科。神经科学的主要研究对象是人类大脑和脊髓的生物学和生理学。
- 寄生虫学
- 病理学 – 研究疾病，包括其原因、过程、进展和解决方法。
- 生理学 – 研究身体的正常功能及其底层调节机制。
- 系统生物学
- 病毒学
- 毒理学 — 研究药物和毒物的有害作用。
- 以及其他许多领域（通常与医学相关的生命科学）

#### 疾病（疾病与障碍）
- 疾病
- 残疾
- 精神疾病列表

### 相关领域
- 营养学 — 研究食物和饮料与健康及疾病的关系，特别是在确定最佳饮食方面。医学营养治疗由营养师进行，并用于治疗糖尿病、心血管疾病、体重及饮食障碍、过敏、营养不良和肿瘤性疾病。
- 药理学 — 研究药物及其作用的学科。
- 心理学 — 一门学术与应用学科，涉及对心理功能和行为的科学研究。

## 医疗实践
医学实践
- 体格检查
- 诊断
- 手术
- 药物治疗

### 药物
药物
- 药物
- 药品/ 药物治疗

### 医疗设施
- 诊所
- 临终关怀机构
- 医院

### 医疗设备与诊断
医疗设备
- 磁共振成像
- 计算机断层扫描

#### 诊断方法
体检与诊断

##### 一般诊断程序
- 体格检查
  - 听诊
  - 叩诊
- 病史采集

##### 医学影像技术
- 医学影像学
  - X光
  - CT扫描
  - PET扫描
  - MRI
  - SPECT
  - 超声波

##### 医学实验室与专业诊断分析技术
- 显微镜检查
- 静脉穿刺
- 血液检测
- 评分量表

### 医学教育
医学教育 — 与从事医疗实践相关的教育；包括成为医师的初始培训、后续培训以及专科培训。
- 医学院
  - 医学院列表
- 实习
- 住院医师培训
- 医学专科培训

### 医学研究
医学研究
- 临床研究

## 医学术语
- 医学词汇表
  - 医学缩写词列表
  - 生物医学工程主题条目目录
  - 维基百科:生物与医学词汇译名表
- 保健类条目目录
- 解剖学术语集
- 生物学词汇表
  - 生物学条目目录